# Broekhuis Groep
De Broekhuis Groep (Broekhuis Dealer Holding B.V.) is een Nederlands familiebedrijf dat actief is in de mobiliteitssector. De organisatie beschikt per 2024 over 90 vestigingen waartoe onder andere diverse autodealerbedrijven behoren maar ook heeft men een camperbedrijf, rijwielzaken, een eigen leasemaatschappij, autoverhuurbedrijf, vijftien schadeherstel-bedrijven, een speciale vestiging voor financieringen en verzekeringen en een vestiging voor bedrijfswageninrichting.
Het bedrijf is dealer van achttien merken, waaronder Alfa Romeo, Audi, Citroën, Jaguar, Jeep, Land Rover, Opel, Peugeot, Skoda en Volvo. Het personeelsbestand bedraagt meer dan 2.000 medewerkers. Het hoofdkantoor is gevestigd in Putten.

## Geschiedenis
Het familiebedrijf is in 1932 opgericht door Hendrikus Broekhuis. In 1931 maakte hij de eerste plannen voor een garage en schakelde een architect en aannemer in voor de realisatie van het pand aan de Nijkerkerweg in Barneveld. Na de Tweede Wereldoorlog startte Broekhuis met de verkoop van voertuigen afkomstig uit legerdumps. In 1950 werd het bedrijf dealer van DAF-trucks en acht jaar later ook voor DAF-personenauto’s. In 1968 trad schoonzoon Wim Remijn toe tot de onderneming en mede onder zijn leiding breidde het bedrijf verder uit. Het opende vestigingen in Ermelo en later in Harderwijk.
In 1977 verkreeg het bedrijf het dealerschap van Peugeot auto’s hetgeen zorgde voor omzetgroei. In de jaren 1980 verbreedde het bedrijf haar activiteiten en startte een eigen leaseafdeling en opende een autoschadevestiging.
Vanaf eind jaren 1980 deed de derde generatie zijn intrede in het familiebedrijf. In 1993 veranderden de omstandigheden toen duidelijk werd dat DAF in grote problemen verkeerde. Het bedrijf voorzag dat de omzet van vooral vrachtwagens zou wegvallen en koos voor koersverandering naar meer dealerschappen van personen-en lichte bedrijfswagens. In 1994 nam Jaco Remijn de directie over van vader Wim Remijn. De onderneming telde op dat moment circa 120 werknemers. De groei zette door. In 2003 werd het bedrijf Volvo-dealer in Assen, Emmen en Hoogeveen, Skoda-dealer in Assen, Emmen en Hoogeveen, en Peugeot-dealer in Oldenzaal, Almelo en Hengelo Overijssel, inmiddels zijn deze activiteiten verkocht. Drie jaar later, in 2006, besloot men om Opel-dealer Visser, met vestigingen in Dronten en Lelystad, over te nemen.

## Groei door overnames
Daarna werd een groei gerealiseerd door middel van een groot aantal strategische overnames:
- 2008 - Overname Autobedrijven Knaap in Naarden, Almere en Lelystad
- 2010 - Overname Peugeot-dealer Brilman in Enschede
- 2012 - Overname BMW en MINI dealer Smudde in Enschede, Groenlo en Almelo (inmiddels verkocht aan Pala Group)
- 2013 - Overname BMW dealer Bloemenkamp in Doetinchem (inmiddels verkocht aan Pala Group) en overname Ford dealerschap van Stern in Amersfoort
- 2014 - Overname Ford rayon Van der Kolk (Ede, Wageningen, Nijkerk en Veenendaal), waarbij het filiaal in Veenendaal werd aangekocht.
- 2015 - Overname Opel dealerschappen Smit & Co in Zwolle, Kampen, Apeldoorn, Deventer, na uitruil rayons met PGA Nederland, (Naarden).
- 2016 - Overname Peugeot-dealer Ruesink Rijssen[4]
- 2017 - Overname van de Volkswagen, Audi, Seat en Skoda-dealerschappen en autoherstelschadebedrijven van Martin Schilder[5]
- 2019 - Overname Volkswagen, Audi, Seat en Skoda-dealerschappen van Stern Groep
- 2022 - Auto Palace Groep werd compleet gekocht, hierna is het rayon Drenthe en Steenwijk doorverkocht aan Stern, en het filiaal Emmeloord aan Haaima. Hierdoor werd de groep eigenaar van zeven merkdealers: Alfa Romeo, Citroën, DS, Hyundai, Jeep en Mitsubishi (met Mitsubishi is het bedrijf inmiddels gestopt). Hierna volgde de overname van drie vestigingen van Auto Versteeg Buurman Groep B.V. (Peugeot- en Citroën-dealer) in Ede, Veenendaal en Wageningen. Hetzelfde jaar nam het bedrijf ook vier vestigingen van Volvo Verkerk over, in Bilthoven, Houten, Leidsche Rijn en Utrecht.[6] In dit jaar kwam het bedrijf in het nieuws nadat bleek dat de omzet van de organisatie over het jaar 2021 ruim 1 miljard euro bedroeg, ondanks de grondstof- en chipcrisis die de verkoop van nieuwe auto’s raakte.[7] - Opel dealer Kamp in Hengelo Overijssel en Almelo is gekocht van Auto Haarhuis, waarbij de Opel activiteit werd geïntegreerd in een bestaande huisvesting van Broekhuis.- Overname Fiat-dealer De Snipperling in Apeldoorn. Overname Gelderse Camper Centrale.
- 2023 – Twee vestigingen van het bedrijf Ten Tusscher (Almelo en Enschede), actief in de fietsbranche in de regio. Ook werd het bedrijf Kroone Liefting (Limmen) overgenomen naast twee vestigingen van Belga Fietsen (Groningen en Harkstede).[8]
- 2024 – overname van de Volvo-activiteiten per 1 januari 2024 van de vestiging in Veendam van Autohuis Bouwsema. Hierdoor verhoogde het bedrijf haar Volvo-dealerbedrijven naar tien in het midden en noorden van Nederland. Later dat jaar volgde de overname van de fietsenwinkels van Hans Lemmers Tweewielers in Cuijk en de overname van fietsenwinkel Rijwielpaleis in Bilthoven.[9][10]
- 2025 - Overnames Van Markus Autoschade in Bilthoven en Zeist, Bike Totaal in Barendrecht en Ford-dealer Poll in Hilversum